# Премія «Сезар» за видатні заслуги у кінематографі
Премія «Сезар» за видатні заслуги у кінематографі (фр. César d'Honneur) — одна з премій, яку присуджує Французька Академія мистецтв та технологій кінематографа з 1976 року. Нижче наведено список лауреатів премії.

## 1970-і
| Рік  | Лауреат         | Професія | Країна  |
| ---- | --------------- | --- | ------- |
| 1976 | Інгрід Бергман  | Акторка | Швеція  |
| 1976 | Даяна Росс      | Співачка та продюсер                                                                                         | США     |
| 1977 | Анрі Ланглуа    | Історик кіно, архівіст, один із засновників Французької сінематеки'                                          | Франція |
| 1977 | Жак Таті        | Актор, режисер, сценарист                                                                                    | Франція |
| 1978 | Роберт Дорфманн | Продюсер | Франція |
| 1979 | Марсель Карне   | Режисер | Франція |
| 1979 | Волт Дісней     | Художник-мультиплікатор, режисер, актор, сценарист, продюсер та засновник компанії «Walt Disney Productions» | США     |
| 1979 | Шарль Ванель    | Актор та режисер                                                                                             | Франція |

## 1980-і
| Рік  | Лауреат            | Професія                              | Країна             |
| ---- | ------------------ | ------------------------------------- | ------------------ |
| 1980 | Луї де Фюнес       | Актор, сценарист, режисер             | Франція            |
| 1980 | П'єр Бронберже     | Продюсер, режисер, сценарист          | Франція            |
| 1980 | Кірк Дуглас        | Актор                                 | США                |
| 1980 | Мартін Скорсезе    | Режисер, продюсер, сценарист та актор | США                |
| 1981 | Ален Рене          | Режисер та сценарист                  | Франція            |
| 1981 | Марсель Паньоль    | Режисер                               | Франція            |
| 1982 | Олександр Мнушкін  | Продюсер                              | Франція/ Росія     |
| 1982 | Жорж Дансіжер      | Актор                                 | Франція/ Росія     |
| 1982 | Анджей Вайда       | Режисер                               | Польща             |
| 1982 | Жан Нені           | Звукооператор                         | Франція            |
| 1983 | Ремю (посмертно)   | Акторка та режисер                    | Франція            |
| 1984 | Едвіж Фейєр        | Акторка та сценарист                  | Франція            |
| 1984 | Рене Клеман        | Режисер та сценарист                  | Франція            |
| 1984 | Жорж де Борежар    | Продюсер та сценарист                 | Франція            |
| 1985 | Ален Пуаре         | Продюсер                              | Франція            |
| 1985 | Крістін Гуз-Реналь | Продюсер та акторка                   | Франція            |
| 1985 | Даніель Дар'є      | Акторка                               | Франція            |
| 1985 | Крістіан-Жак       | Продюсер та сценарист                 | Франція            |
| 1986 | Бетт Девіс         | Акторка                               | Франція            |
| 1986 | Жан Деланнуа       | Режисер                               | Франція            |
| 1986 | Клод Ланзман       | Режисер                               | Франція            |
| 1986 | Моріс Жарр         | Композитор                            | Франція            |
| 1986 | Рене Фераччі       | Дизайнер                              | Франція            |
| 1987 | Жан-Люк Годар      | Режисер, сценарист та актор           | Франція/ Швейцарія |
| 1988 | Серж Зільберман    | Продюсер та сценарист                 | Франція/ Росія     |
| 1989 | Поль Грімо         | Режисер, сценарист та актор'          | Франція            |
| 1989 | Бернар Бліє        | Актор                                 | Франція            |

## 1990-і
| Рік  | Лауреат                 | Професія                               | Країна             |
| ---- | ----------------------- | -------------------------------------- | ------------------ |
| 1990 | Жерар Філіп (посмертно) | Актор                                  | Франція            |
| 1991 | Жан-П'єр Омон           | Актор та сценарист                     | Франція            |
| 1991 | Софі Лорен              | Акторка                                | Італія             |
| 1992 | Мішель Морган           | Акторка                                | Франція            |
| 1992 | Сильвестр Сталлоне      | Актор, режисер, продюсер, сценарист    | США                |
| 1993 | Жан Маре                | Актор                                  | Франція            |
| 1993 | Марчелло Мастроянні     | Актор                                  | Італія             |
| 1993 | Жерар Урі               | Актор, режисер та сценарист            | Франція            |
| 1994 | Жан Карме               | Актор                                  | Франція            |
| 1995 | Жанна Моро              | Акторка                                | Франція            |
| 1995 | Грегорі Пек             | Актор та продюсер                      | США                |
| 1995 | Стівен Спілберг         | Режисер, продюсер, сценарист           | США                |
| 1996 | Лорен Беколл            | Акторка                                | США                |
| 1996 | Анрі Верней             | Режисер, сценарист, актор та продюсер  | Франція            |
| 1997 | Шарль Азнавур           | Актор, композитор, співак та сценарист | Франція/ Вірменія  |
| 1997 | Енді Макдавелл          | Акторка                                | США                |
| 1998 | Жан-Люк Годар           | Режисер, сценарист та актор            | Франція/ Швейцарія |
| 1998 | Клінт Іствуд            | Актор, режисер, продюсер та композитор | США                |
| 1998 | Майкл Дуглас            | Актор та продюсер                      | США                |
| 1999 | Педро Альмодовар        | Режисер, сценарист, актор та продюсер' | Іспанія            |
| 1999 | Джонні Депп             | Актор та продюсер                      | США                |
| 1999 | Жан Рошфор              | Актор                                  | Франція            |

## 2000-і
| Рік  | Лауреат           | Професія                                | Країна          |
| ---- | ----------------- | --------------------------------------- | --------------- |
| 2000 | Жозіан Баласко    | Акторка, сценарист, режисер та продюсер | Франція         |
| 2000 | Жорж Кравенн      | Журналіст та засновник премії «Сезар»   | Франція         |
| 2000 | Жан-П'єр Лео      | Актор                                   | Франція         |
| 2000 | Мартін Скорсезе   | Режисер, продюсер, сценарист та актор   | США             |
| 2001 | Аньєс Варда       | Режисер, сценарист                      | Бельгія         |
| 2001 | Шарлотта Ремплінг | Акторка                                 | Велика Британія |
| 2001 | Даррі Коул        | Актор, композитор, сценарист та режисер | Франція         |
| 2002 | Клод Ріш          | Актор та сценарист                      | Франція         |
| 2002 | Джеремі Айронс    | Актор                                   | Велика Британія |
| 2002 | Анук Еме          | Акторка та режисер                      | Франція         |
| 2003 | Меріл Стріп       | Акторка                                 | США             |
| 2003 | Спайк Лі          | Актор, режисер, сценарист, продюсер     | США             |
| 2003 | Бернадетт Лафон   | Акторка та режисер                      | Франція         |
| 2004 | Мішлін Прель      | Акторка                                 | Франція         |
| 2005 | Вілл Сміт         | Актор, продюсер, співак та композитор   | США             |
| 2005 | Жак Дютрон        | Актор, співак та композитор             | Франція         |
| 2006 | П'єр Рішар        | Актор                                   | Франція         |
| 2006 | Г'ю Грант         | Актор                                   | Велика Британія |
| 2007 | Марлен Жобер      | Акторка                                 | Франція         |
| 2007 | Джуд Лоу          | Актор, режисер та продюсер              | Велика Британія |
| 2008 | Жанна Моро        | Акторка                                 | Франція         |
| 2008 | Роберто Беніньї   | Актор та режисер                        | Італія          |
| 2009 | Дастін Гоффман    | Актор'                                  | США             |

## 2010-і
| Рік  | Лауреат            | Професія                                        | Країна          |
| ---- | ------------------ | ----------------------------------------------- | --------------- |
| 2010 | Гаррісон Форд      | Актор                                           | США             |
| 2011 | Квентін Тарантіно  | Режисер, сценарист, актор, продюсер та оператор | США             |
| 2012 | Кейт Вінслет       | Акторка                                         | Велика Британія |
| 2013 | Кевін Костнер      | Актор, режисер, продюсер                        | США             |
| 2014 | Скарлетт Йоганссон | Акторка                                         | США             |
| 2015 | Шон Пенн           | Актор, режисер, сценарист та продюсер           | США             |
| 2016 | Майкл Дуглас       | Актор, продюсер                                 | США             |
| 2017 | Джордж Клуні       | Актор, режисер, сценарист, продюсер             | США             |
| 2018 | Пенелопа Крус      | Акторка                                         | Іспанія         |
| 2019 | Роберт Редфорд     | Актор, режисер                                  | США             |